# Rèn

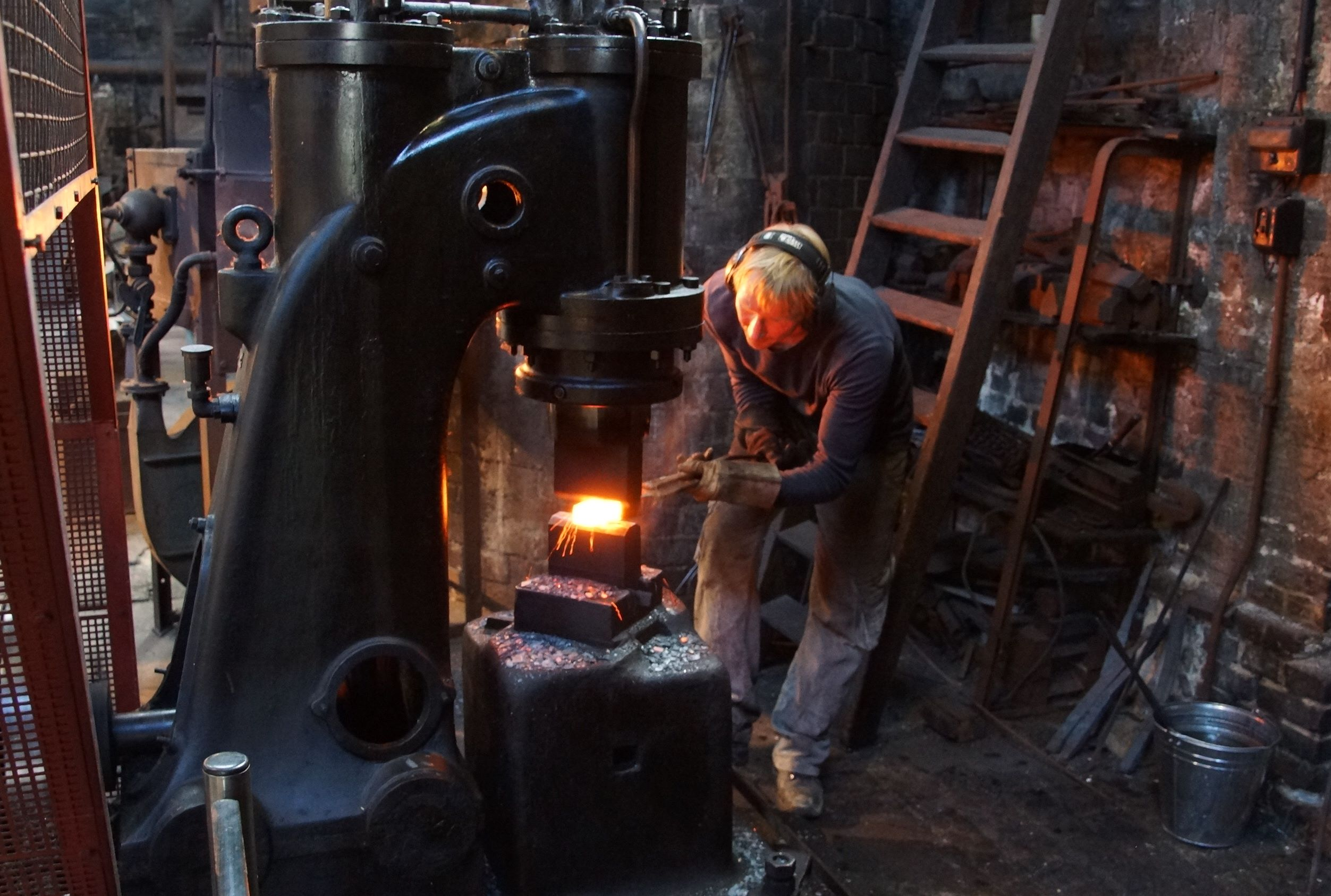
Lò rèn

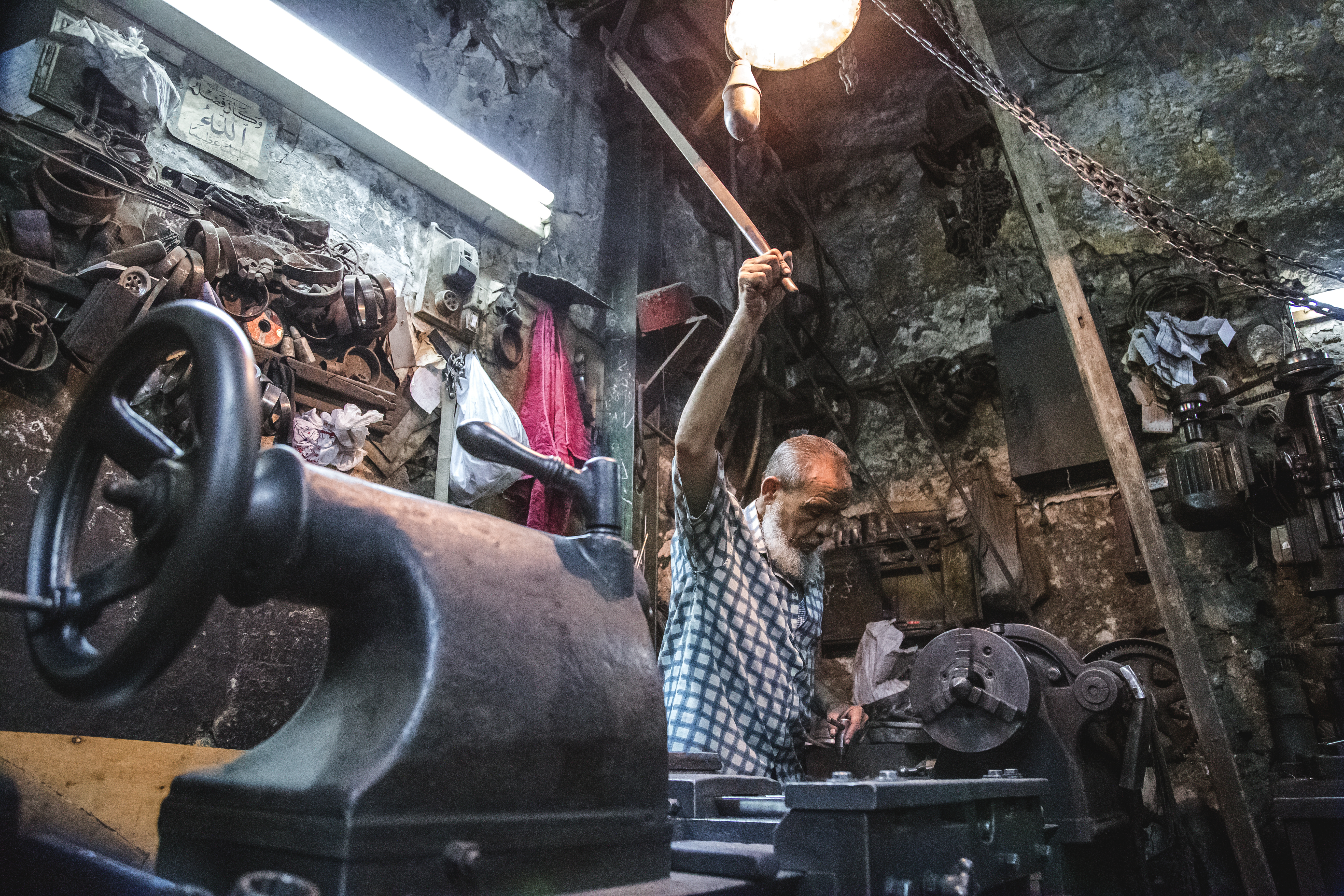
Một người thợ rèn tại Ai Cập.

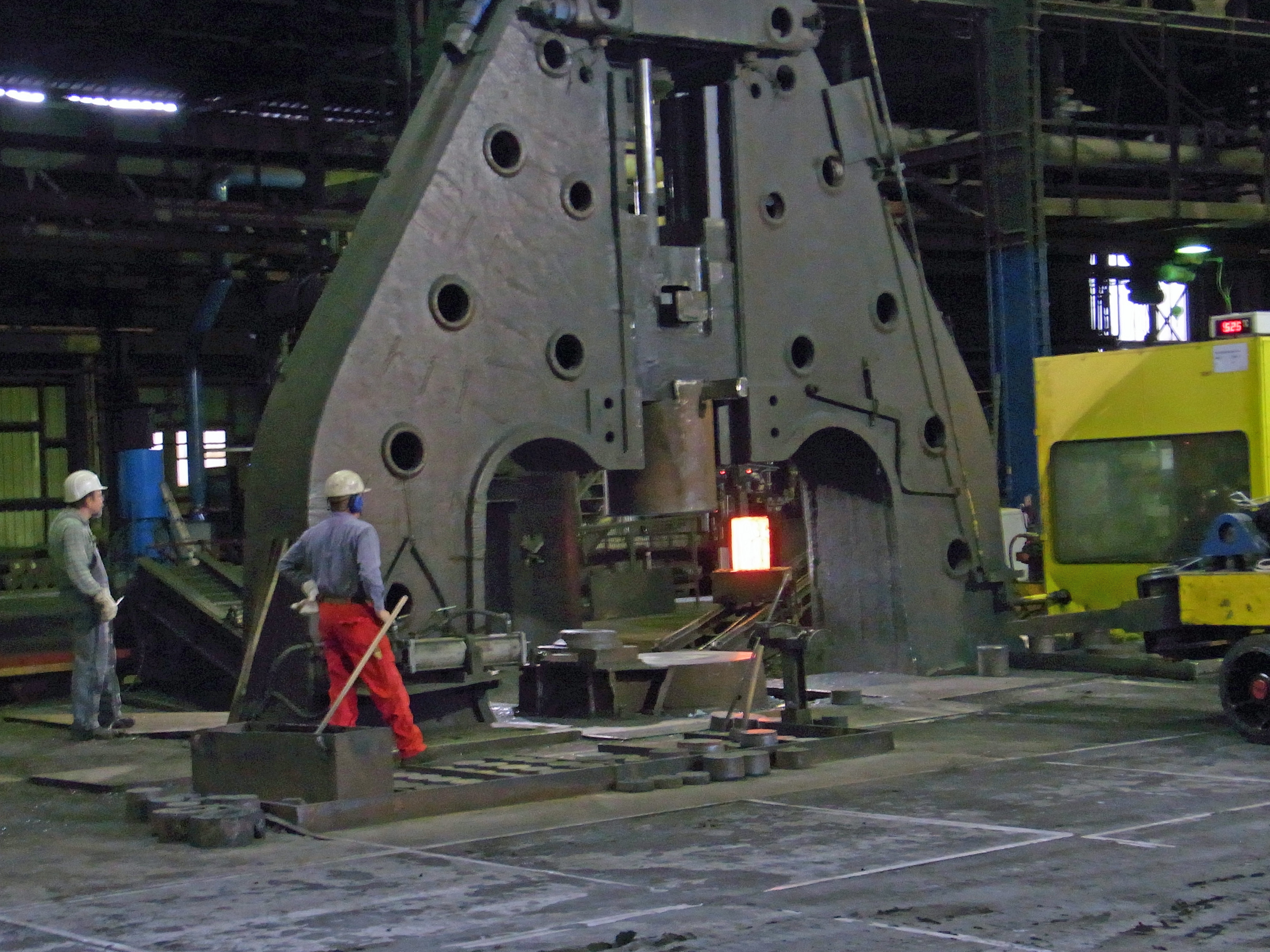
phôi kim loại nóng được nạp vào một lò rèn búa

Rèn là phương pháp gia công kim loại bằng áp lực tại chỗ và nhiệt độ khác nhau "nóng", "ấm" và "lạnh". Đây là phương pháp gia công kim loại cổ xưa nhất.
Nguyên lý cơ bản của rèn là lợi dụng tính dẻo của kim loại, làm biến dạng kim loại ở thể rắn dưới tác dụng của ngoại lực để tạo ra thành phẩm có kích thước nhất định tuỳ theo thiết kế. Đây cũng là bước chuẩn bị phôi cho gia công cơ khí. Kim loại được rèn có trọng lượng khác nhau, từ ít hơn 1 kg đến 580 tấn. Kim loại được rèn có thể cần gia công thêm để ra thành phẩm.

## Lịch sử
Theo truyền thống, người thợ rèn dùng búa và đe để rèn kim loại, và mặc dù việc sử dụng sức nước cho việc rèn sắt có từ thế kỷ thứ 12, búa và đe vẫn không lỗi thời. Các lò rèn đã phát triển qua nhiều thế kỷ để trở thành một cơ sở với quy trình thiết kế, sản xuất thiết bị, dụng cụ, nguyên liệu và các sản phẩm để đáp ứng nhu cầu của ngành công nghiệp hiện đại.
Trong thời hiện đại, ngành rèn được thực hiện hoặc với máy ép hoặc với búa chạy bằng khí nén, điện, thủy lực hoặc hơi nước. Những búa này có thể có trọng lượng qua lại trong hàng ngàn bảng Anh. 